# Lindsaea odontolabia
Lindsaea odontolabia là một loài dương xỉ trong họ Lindsaeaceae. Loài này được K.U.Kramer mô tả khoa học đầu tiên năm 1970.
Danh pháp khoa học của loài này chưa được làm sáng tỏ. 